# Cañizares
Per l'article sobre l'ex-futbolista, vegeu Santiago Cañizares

Cañizares és un municipi de la província de Conca, a la comunitat autònoma de Castella-La Manxa. Limita amb Fuertescusa i Cañamares, i té les pedanies de Huerta de los Marojales i Vadillos (Puente).